# Jinbō Kiyoshige
Jinbō Kiyoshige (神保清重?; ... – 1554) è stato un samurai giapponese del periodo Sengoku appartenente al clan Jinbō.
Jinbō Kiyoshige era il nipote ed unico discendente superstite di Jinbō Nagakiyo. A differenza di suo nonno, che fu giustiziato per aver tradito il clan Jinbō, Kiyoshige fu una grande risorsa per i Jinbō, prezioso generale e consigliere di Jinbō Nagamoto. Kiyoshige non ebbe mai paura sul campo di battaglia, spesso guidando le cariche o coprendo le ritirate. Mentre copriva la ritirata durante la battaglia di Imizu nel 1554 fu ucciso. 
La sua distinta armatura blu fu restituita al clan Jinbō in quello stesso anno dal generale nemico, Shiina Yasutane, sia come un omaggio al coraggio di Kiyoshige durante la battaglia, sia come offerta di pace per aiutare a stemperare le rivalità tra i due clan.